# Бор (Монморо-Сен-Сибар)
Бор (фр. Bors), также неофициально — Бор-де-Монморо (фр. Bors-de-Montmoreau) — коммуна во Франции, находится в регионе Пуату — Шаранта. Департамент — Шаранта. Входит в состав кантона Монморо-Сен-Сибар. Округ коммуны — Ангулем.
Код INSEE коммуны — 16052.
Коммуна расположена приблизительно в 430 км к юго-западу от Парижа, в 140 км южнее Пуатье, в 34 км к югу от Ангулема.

## Население
Население коммуны на 2008 год составляло 260 человек.
| 1962 | 1968 | 1975 | 1982 | 1990 | 1999 | 2008 |
| ---- | ---- | ---- | ---- | ---- | ---- | ---- |
| 407  | 404  | 344  | 346  | 283  | 270  | 260  |

## Экономика
В 2007 году среди 149 человек в трудоспособном возрасте (15—64 лет) 95 были экономически активными, 54 — неактивными (показатель активности — 63,8 %, в 1999 году было 66,0 %). Из 95 активных работали 84 человека (49 мужчин и 35 женщин), безработных было 11 (3 мужчины и 8 женщин). Среди 54 неактивных 10 человек были учениками или студентами, 25 — пенсионерами, 19 были неактивными по другим причинам.

## Фотогалерея

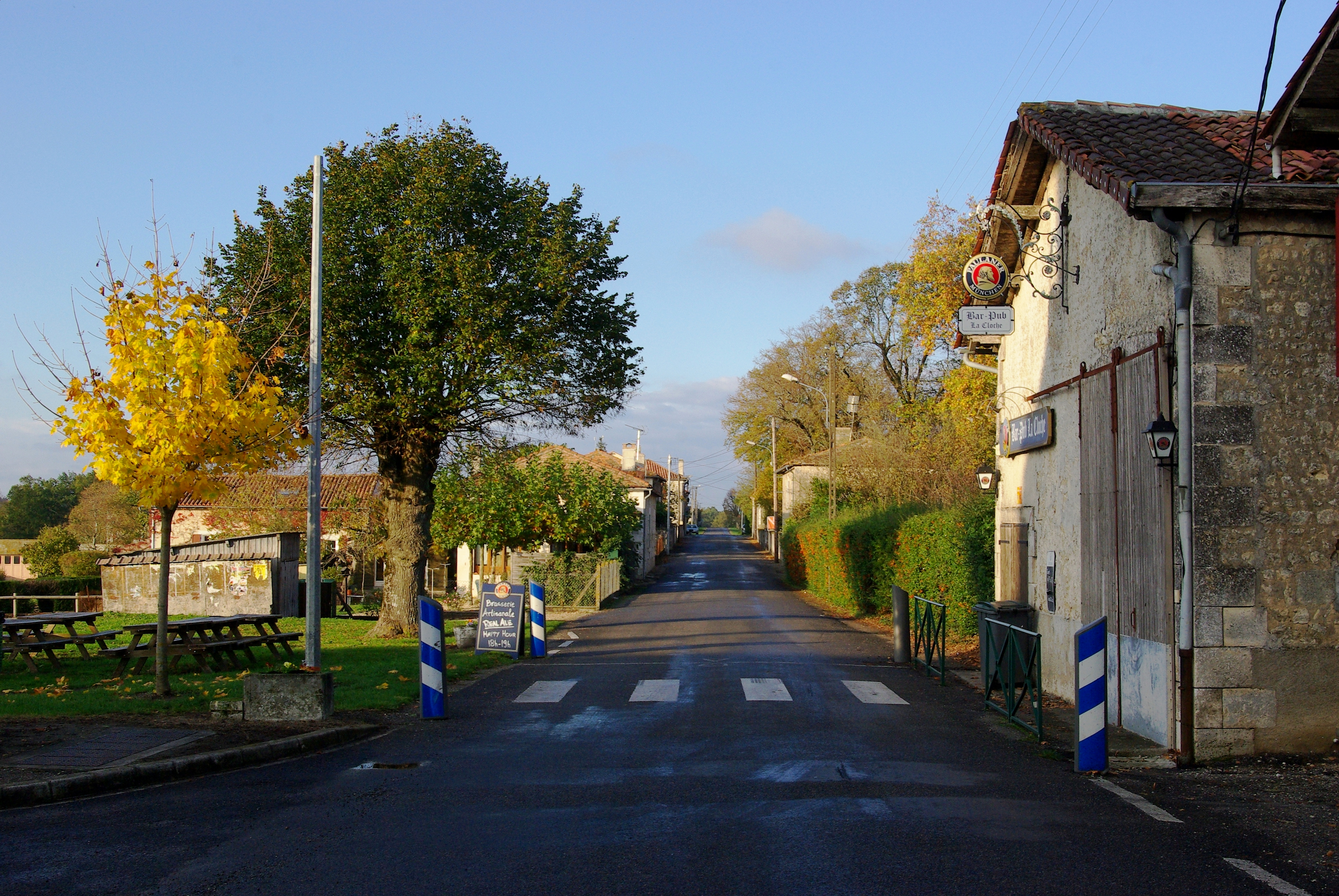
Центральная улица
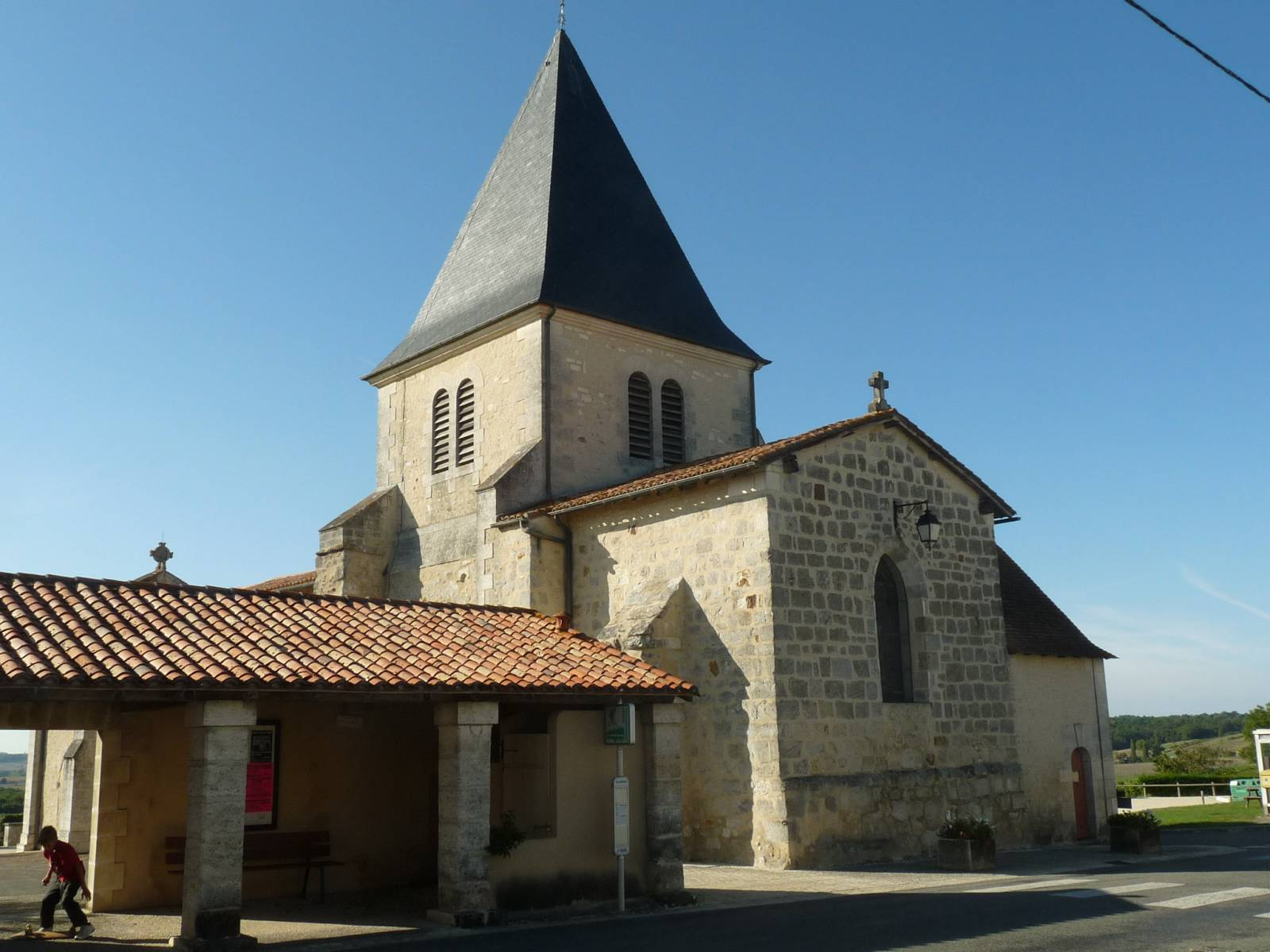
Церковь
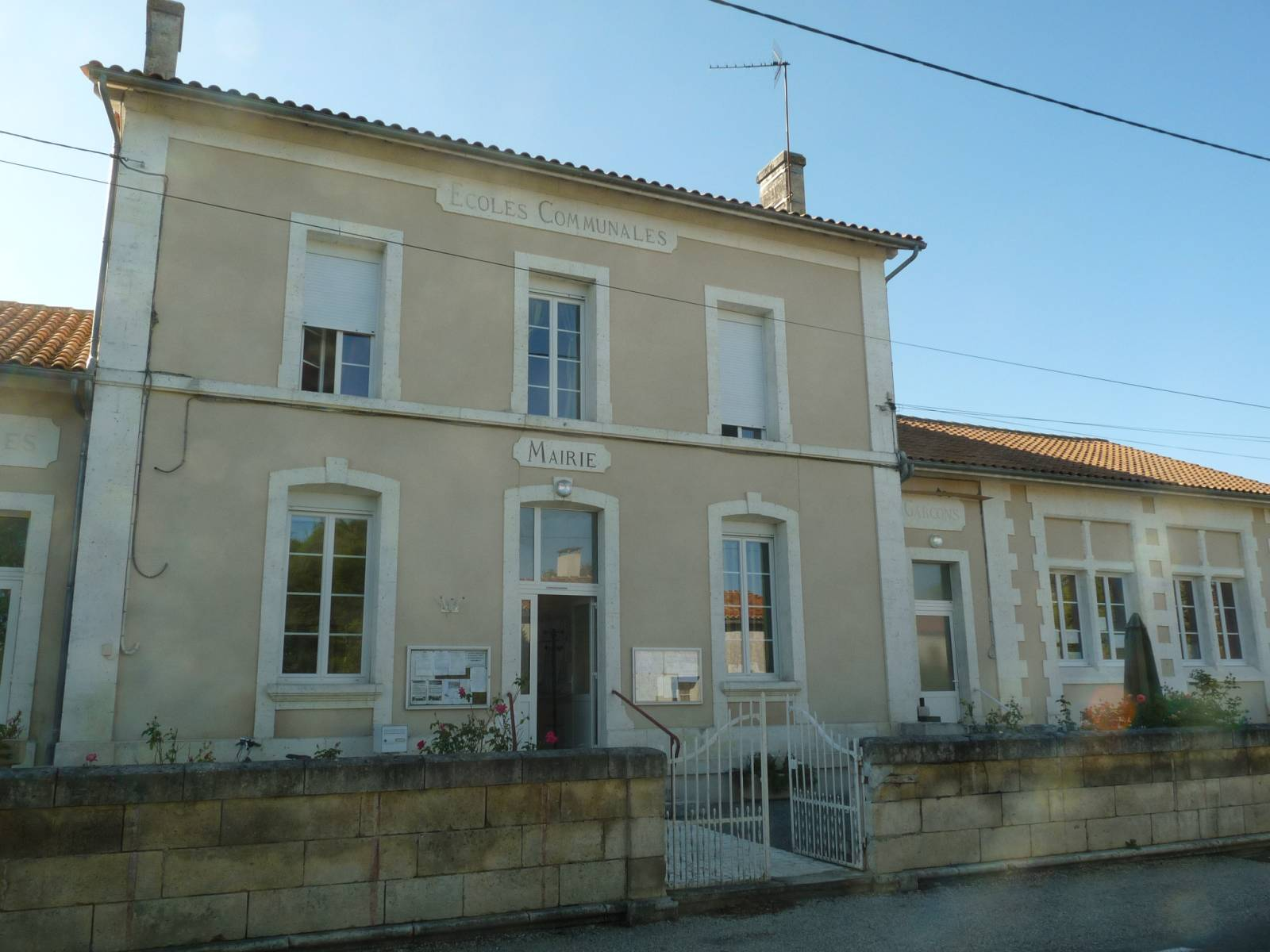
Мэрия
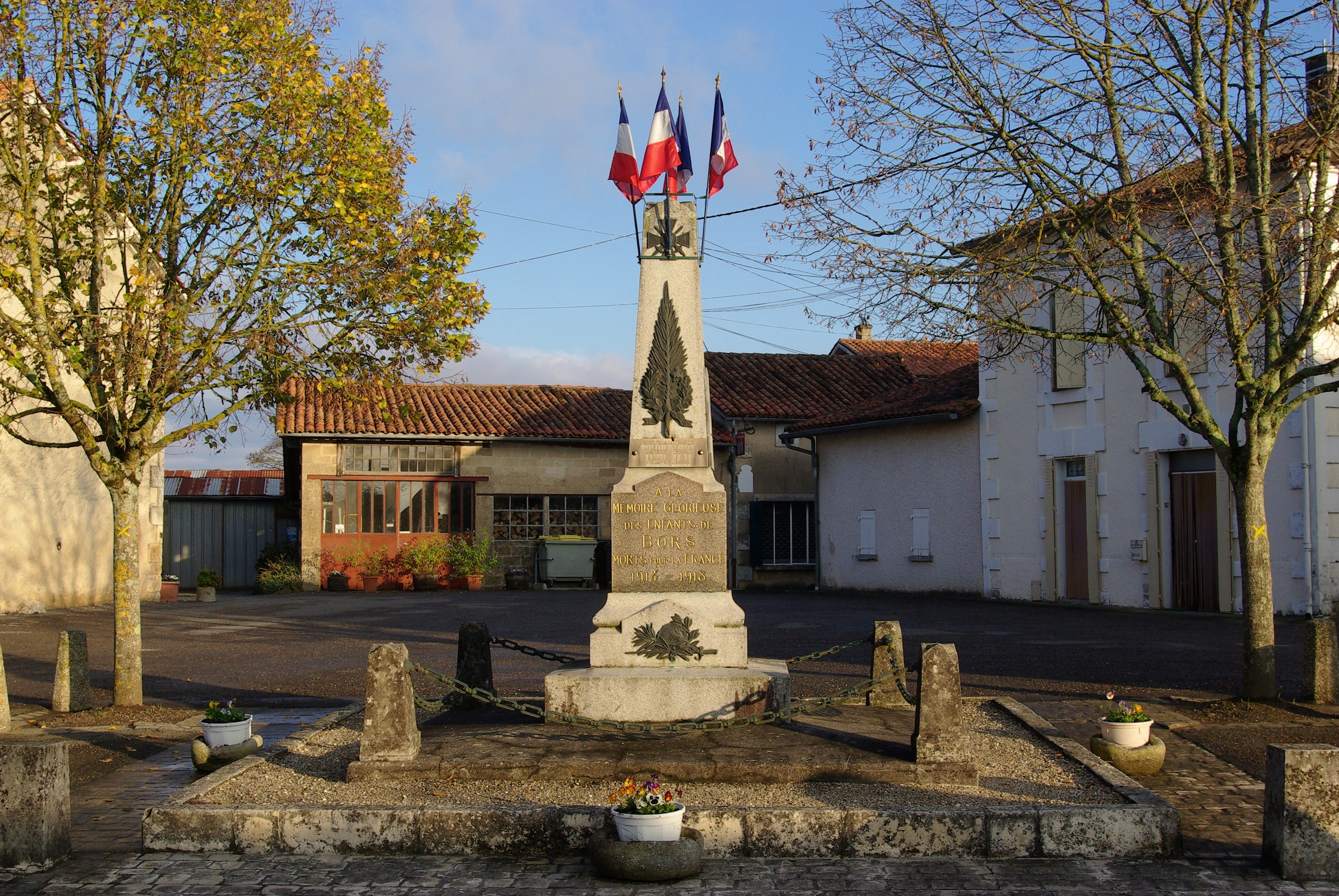
Военный мемориал